# 고만통윗수염박쥐
고만통윗수염박쥐(Myotis gomantongensis)는 애기박쥐과 윗수염박쥐속에 속하는 박쥐이다. 말레이시아 사바주의 토착종이다.

## 서식지
석회암 동굴에서 서식하며, 작은 무리를 지어 번식하고 생활한다. 먹이 종류는 알려져 있지 않다.

## 보전 상태
2000년 "정보부족종"으로 분류했지만, 2008년 이후 "관심대상종"으로 간주하고 있다. 현재 고만통 숲 보전지구에서 보호하고 있다.